# Toma de Altamirano
La Toma de Altamirano de 1994 es el nombre con el que se conoce a la ocupación de Altamirano, Chiapas, por un grupo de indígenas armados del Ejército Zapatista de Liberación Nacional el 1 de enero de 1994.

## Ocupación y abandono
Sin aviso o declaración previos, el día de año nuevo de 1994, un grupo de insurgentes se dirige a Altamirano y la toma por asalto. En la acción matan a tres civiles y destruyen los archivos y muebles de la presidencia municipal, causando daños de consideración al edificio. Los habitantes obsequiaron alimentos a los insurgentes.